# ケミ (フィンランド)
ケミ（フィンランド語: Kemi）はフィンランド、ラッピ県南部の都市。ケミ＝トルニオ郡に属する。ケミ川がバルト海北端のボスニア湾奥に流入している地点にある。

## 産業
製紙業が盛ん。またヨーロッパで唯一クロムが採掘できる。

## 名所
- ケミ教会（英語版）
- ルミリンナ（フィンランド語: Lumilinna） - 世界最大の雪の城。毎年建て直される。大勢の観光客が訪れる。

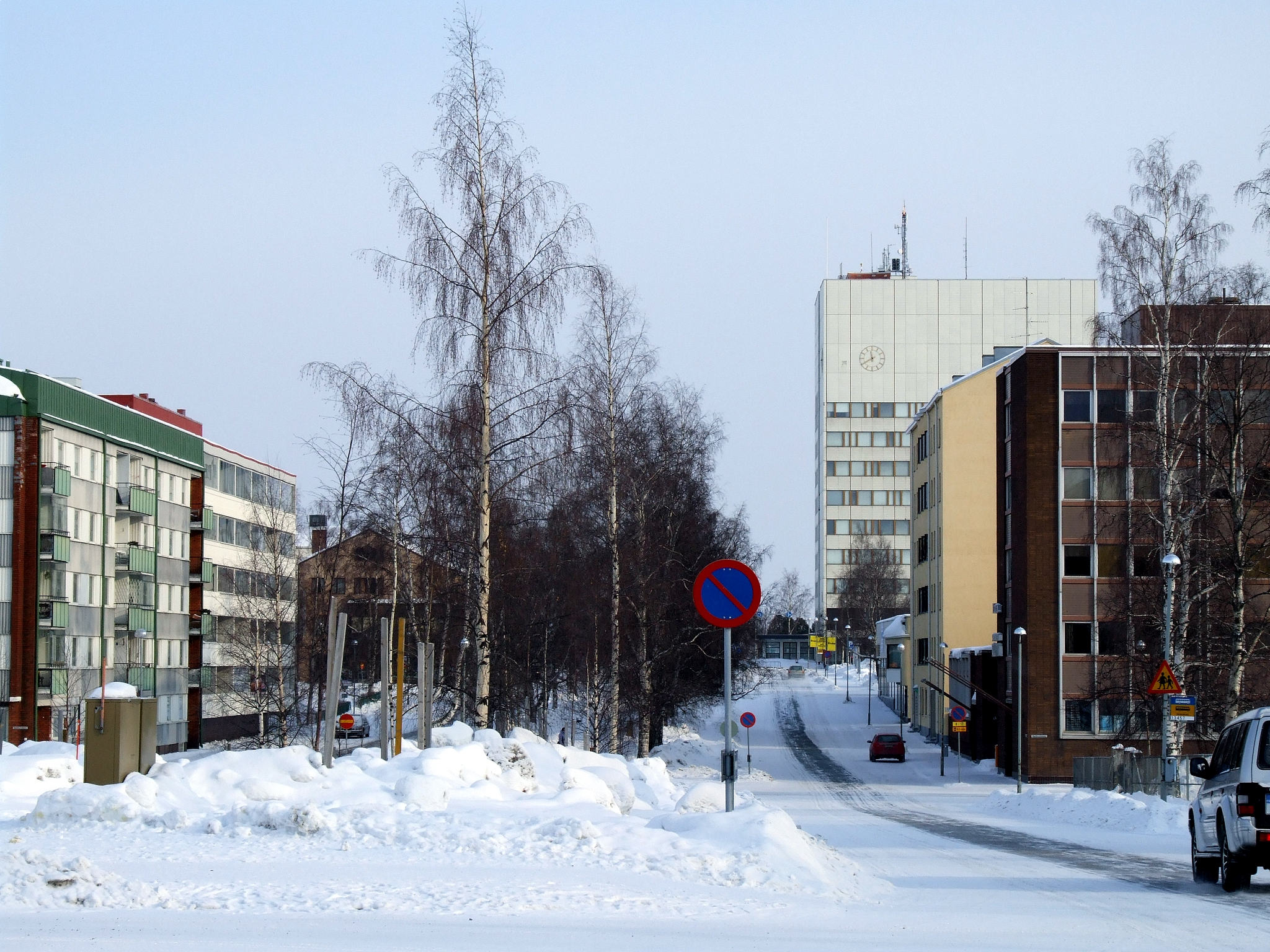
Meripuistokatu通り。背後に市庁舎。

## ケミ出身の人物
- トニー・カッコ：ミュージシャン、ソナタ・アークティカのボーカリスト
- ヤニ・リーマタイネン：ミュージシャン、ソナタ・アークティカの元ギタリスト
- アンシ・ヤーコラ：サッカー選手

## 姉妹都市
- ニュータウンアーズ、北アイルランド
- トロムソ、ノルウェー
- リプトフスキー・ミクラーシュ、スロバキア
- ヴォルゴグラード、ロシア
- セーケシュフェヘールヴァール、ハンガリー
- ルレオ、スウェーデン